# 7 ianuarie
ianuarie • februarie • martie  • aprilie  • mai  • iunie  • iulie  • august  • septembrie  • octombrie  • noiembrie  • decembrie
7 ianuarie este a șaptea zi a calendarului gregorian. Mai sunt 358 de zile până la sfârșitul anului (359 de zile în anii bisecți).

## Evenimente

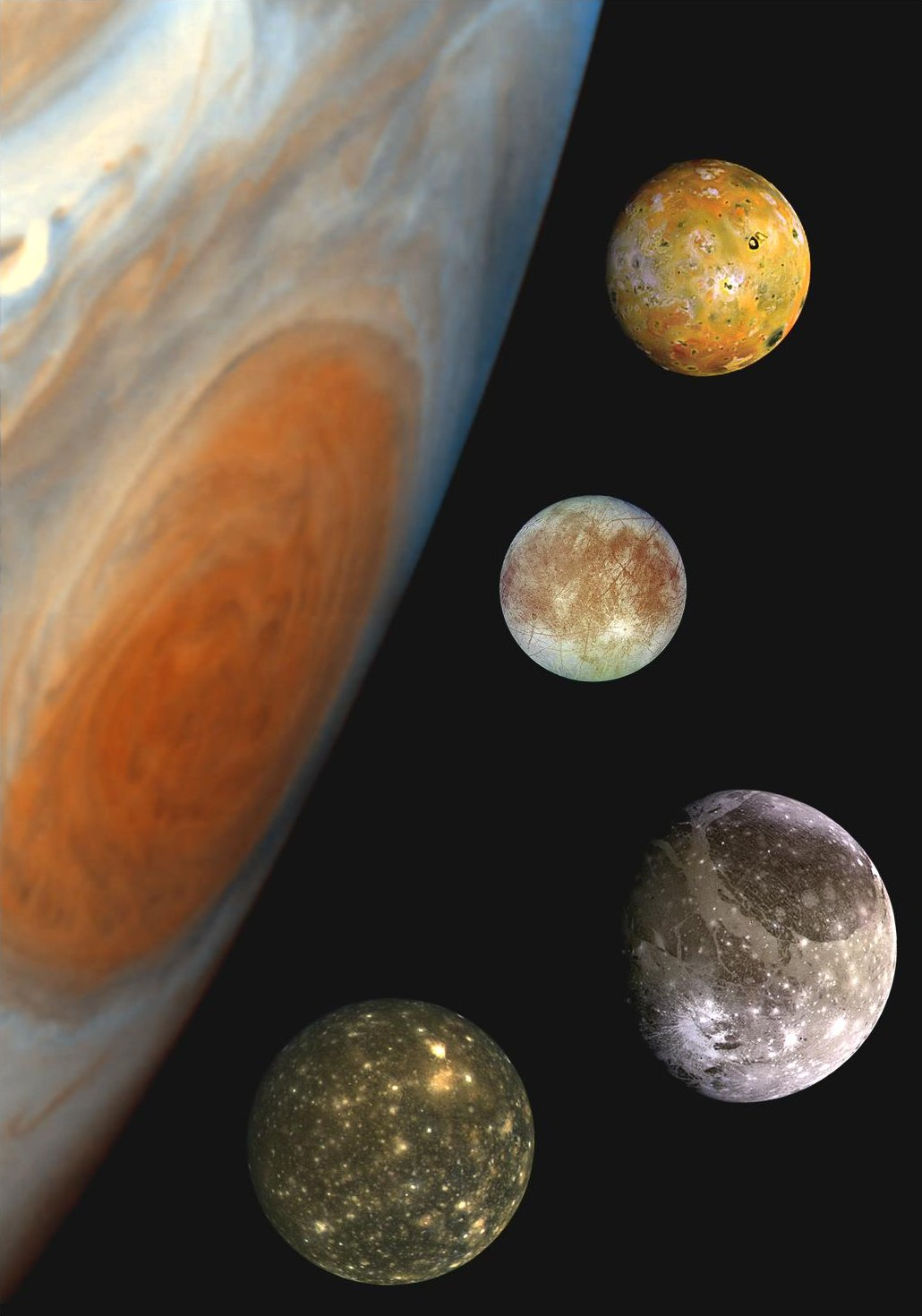
1610: Matematicianul și astronomul italian Galileo Galilei face prima observație a celor patru sateliți ai planetei Jupiter: Ganimede, Callisto, Io, Europa, deși pe ultimii doi nu îi poate distinge decât a doua zi.

- 1325: După decesul tatălui său regele Denis, Afonso al IV-lea devine rege al Portugaliei.[1]
- 1355: În conflictul dintre Afonso al IV-lea al Portugaliei și fiul său Petru, regele o decapitează pe Inês de Castro, ceea ce va duce la un război civil.
- 1558: Trupele franceze conduse de François de Guise ocupă orașul portuar Calais, ultima posesiune continentală a Angliei condusă de regina Maria I.[2]
- 1566: Scaunul pontifical din Vatican este ocupat de Papa Pius al V-lea.
- 1598: Boris Godunov a devenit primul țar al Rusiei din afara dinastiei Rurik.
- 1610: Matematicianul și astronomul italian Galileo Galilei face prima observație a celor patru sateliți ai planetei Jupiter: Ganimede, Callisto, Io, Europa, deși pe ultimii doi nu îi poate distinge decât a doua zi.[3]
- 1764: Revolta secuilor împotriva înregimentărilor în granița militară este reprimată sângeros în Masacrul de la Siculeni, incident în care sunt ucise 177 de persoane conform raportului oficial.
- 1785: Francezul Jean-Pierre Blanchard și americanul John Jeffries călătoresc de la Dover, Anglia, la Calais, Franța, într-un balon cu gaz.[4]
- 1797: Tricolorul italian a fost adoptat pentru prima oară ca drapel al Republicii Cispadane, un stat efemer din timpul războaielor napoleoniene.
- 1835: HMS Beagle, cu Charles Darwin la bord, aruncă ancora din Arhipelagul Chonos.[5]
- 1894: Thomas Edison realizează un film kinetoscopic cu cineva care strănută.[6] În aceeași zi, angajatul său, William Kennedy Dickson, primește un brevet pentru filmul cinematografic.[7]
- 1904: A fost anunțat semnalul marinăresc utilizat în caz de pericol, „CQD”. Va fi înlocuit doi ani mai târziu cu „SOS”.[8]

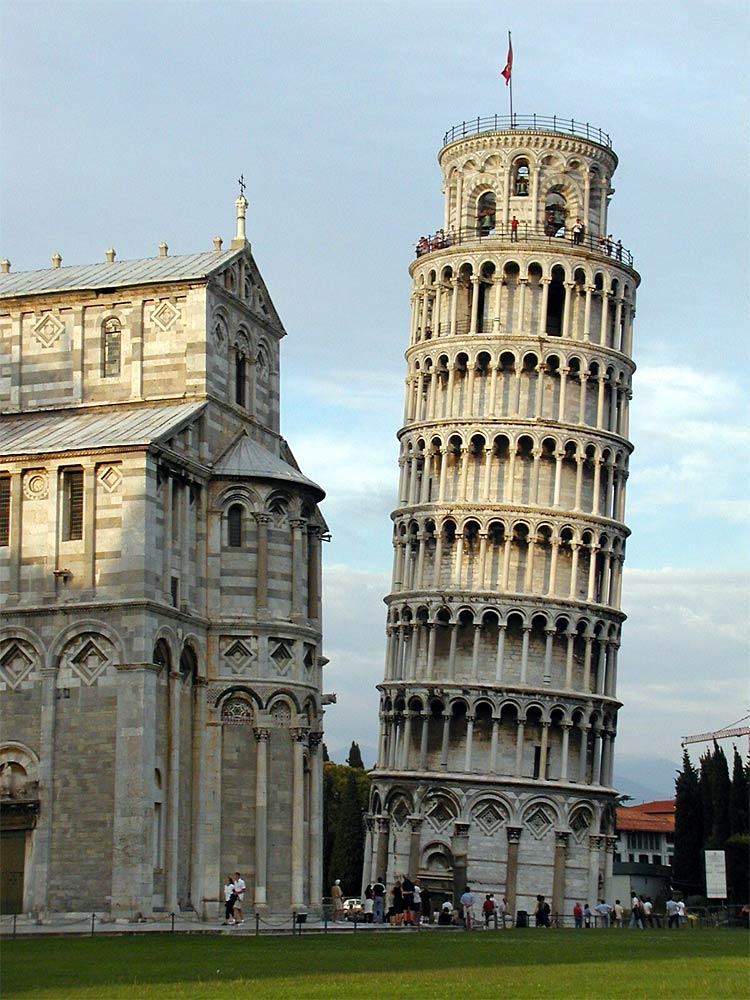
1990: Turnul din Pisa este închis pentru siguranță pentru vizitatori, înclinarea devenind prea periculoasă. Lucrările de renovare vor dura până la 15 decembrie 2001.

- 1917: S-a creat, la Iași, "Comitetul Național al românilor emigranți din Austro-Ungaria", avându-i în frunte pe Vasile Lucaciu și pe Octavian Goga. Comitetul, alcătuit din 12 membri, a semnat Declarația de război împotriva Austro-Ungariei.
- 1927: Primul serviciu telefonic transatlantic este stabilit de la New York la Londra.[9]
- 1931: Are loc, la sala Femina, premiera filmului "Ecaterina Teodoroiu", film sonor (cu dialog în inserturi) despre eroina de la Jiu.
- 1935: Benito Mussolini și ministrul francez de externe Pierre Laval semnează Acordul franco-italian.[10]
- 1939: Marguerite Perey descoperă Franciu, ultimul element descoperit pentru prima dată în natură, mai degrabă decât prin sinteză.
- 1940: Războiul de Iarnă: Bătălia de pe drumul Raate: Divizia a 9-a finlandeză a învins în cele din urmă forțele sovietice superioare numeric pe drumul Raate-Suomussalmi.[11]
- 1946: Admiterea în guvernul Petru Groza a câte unui reprezentant al PNȚ (Iuliu Maniu) și PNL (Brătianu) în calitate de miniștri secretari de stat fără portofoliu - anunță sfârșitul "grevei regale".

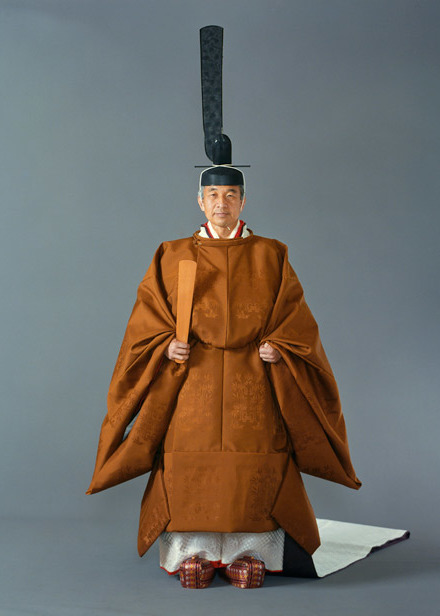
1989: Akihito devine împărat al Japoniei.

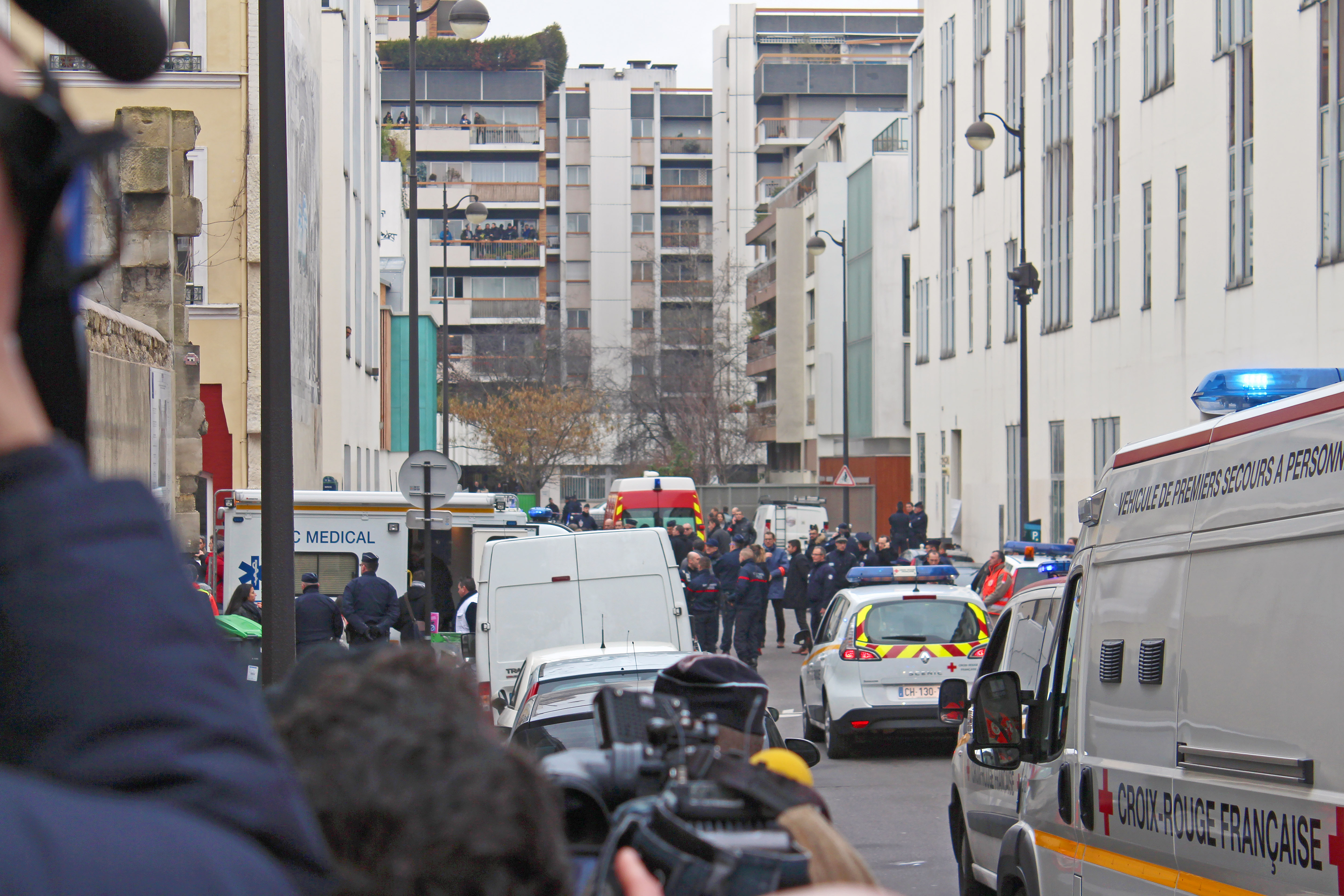
2015: Atacul de la Charlie Hebdo

- 1949: S-a încheiat războiul din Palestina declanșat după proclamarea independenței Israelului, la 14 mai 1948.
- 1953: Președintele american Harry Truman a anunțat public faptul că SUA au dezvoltat prima bombă cu hidrogen din lume.
- 1954: Experimentul Georgetown-IBM: prima demonstrație publică a unui sistem de traducere automată are loc la New York, la sediul central al IBM.[12]
- 1959: Statele Unite recunosc noul guvern cubanez al lui Fidel Castro.[13]
- 1973: La Paris, Henry Kissinger, consilier prezidențial pe probleme de securitate națională al SUA, și Le Duc Tho, conducătorul delegației nord-vietnameze, au încheiat negocierile de pace cu privire la războiul din Vietnam (1964-1975).
- 1979: Regimul Khmerii Rosii, condus de Pol Pot, este răsturnat de trupele vietnameze.[14]
- 1985: Agenția Japoneză de Explorare Aerospațială lansează Sakigake, prima navă spațială interplanetară din Japonia și prima sondă spațială profundă lansată de orice altă țară decât Statele Unite sau Uniunea Sovietică.[15]
- 1989: Akihito devine împărat al Japoniei.
- 1990: Turnul din Pisa este închis pentru siguranță pentru vizitatori, înclinarea devenind prea periculoasă. Lucrările de renovare vor dura până la 15 decembrie 2001.
- 1992: În România a început recensământul populației și al locuințelor. Acțiunea s-a încheiat la 14 ianuarie 1992.
- 1999: În fața Senatul Statelor Unite începe punerea sub acuzare a președintelui Bill Clinton. El este acuzat de sperjur și obstrucție a justiției în urma afacerii Lewinsky.[16]
- 2012: Un balon cu aer cald se prăbușește lângă Carterton, Noua Zeelandă, ucigând toate cele 11 persoane aflate la bord.[17]
- 2015: Sediul ziarului satiric Charlie Hebdo din Paris a fost vizat de un atac cu arme automate, comis de persoane mascate și soldat cu multe victime. Cel puțin 12 persoane, între care doi polițiști și mai mulți jurnaliști renumiți, au fost ucise și alte unsprezece persoane au fost rănite.[18]

## Nașteri
- 1502: Papa Grigore al XIII-lea (1572-1585); în anul 1582 a introdus un nou calendar (calendarul gregorian) (d. 1585)
- 1549: Francesco Bassano cel Tânăr, pictor italian (d. 1592)
- 1796: Prințesa Charlotte Augusta de Wales, Prințesă Leopold de Saxa-Coburg-Saalfeld (d. 1817)
- 1800: Millard Fillmore, politician american, al 13-lea președinte al Statelor Unite (d. 1874)
- 1830: Albert Bierstadt, pictor american  (d. 1902)
- 1844: Bernadette, călugăriță franceză, cea care a avut viziunea Fecioarei Maria (d. 1879)

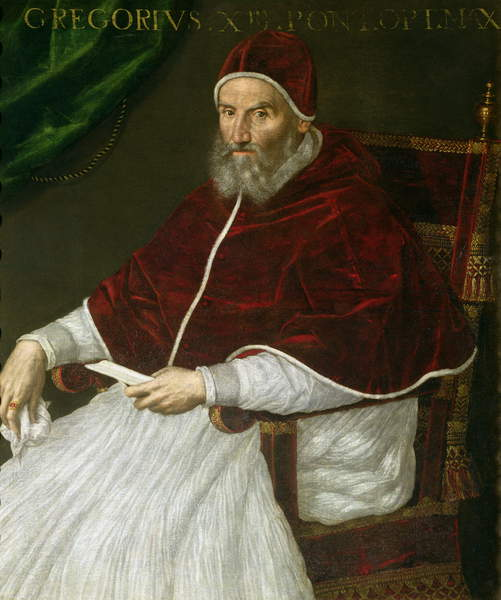
Papa Grigore al XIII-lea
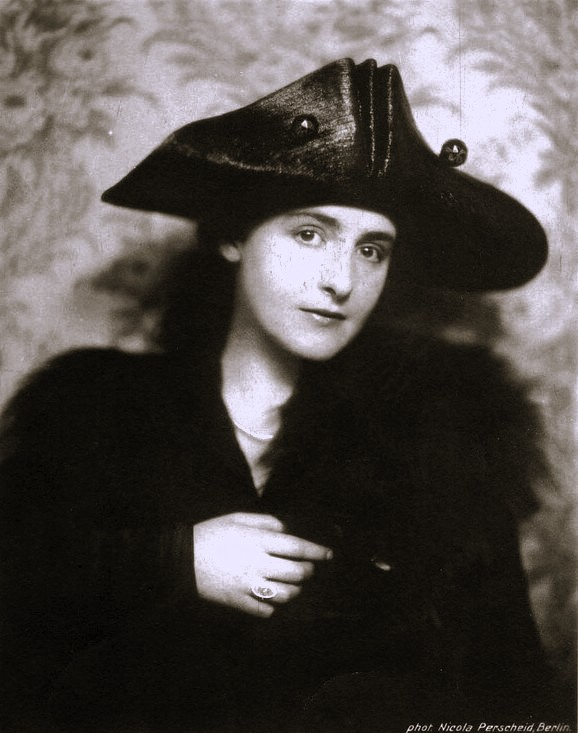
Henny Porten, actriță germană
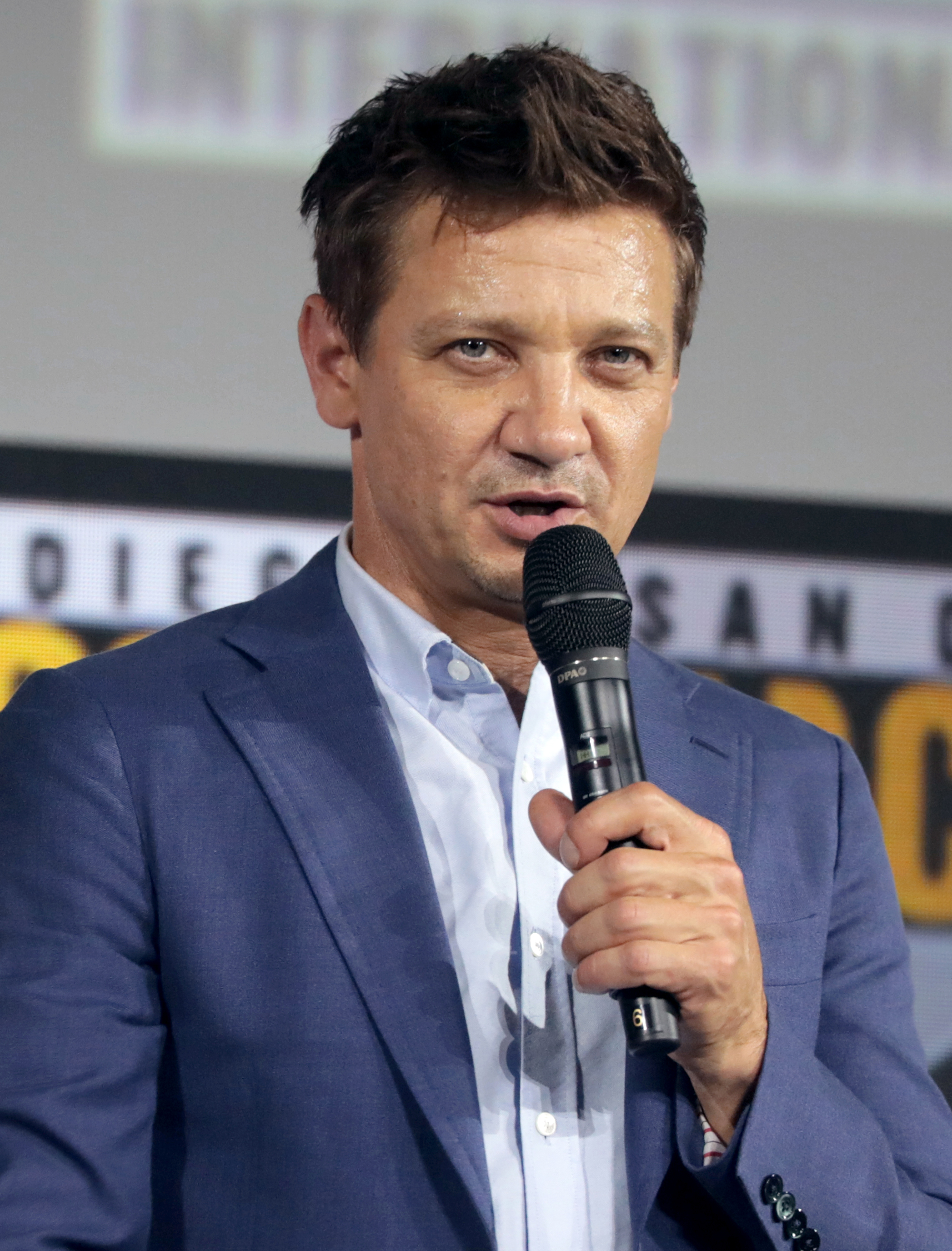
Jeremy Renner, actor american

- 1845: Regele Ludwig al III-lea al Bavariei (d. 1921)
- 1852: Pascal Dagnan-Bouveret, pictor francez (d. 1929)
- 1876: Maurice Dufrêne, artist decorativ francez (d. 1955)
- 1890: Henny Porten, actriță germană (d. 1960)
- 1895: Clara Haskil, pianistă originară din România (d. 1960)
- 1916: Elena Ceaușescu, activistă comunistă română, soția lui Nicolae Ceaușescu (d. 1989)
- 1916: Alexandru Țățulescu, medic militar român din al doilea război mondial și prizonier în URSS (d. 2011)
- 1918: Ion Frunzetti, critic și istoric de artă, poet, publicist, eseist și traducător român (d. 1985)
- 1926: Mircea Sântimbreanu, scriitor de literatură pentru copii, publicist, scenarist și producator de film român (d. 1999)
- 1935: Ioana Bulcă, actriță română
- 1964: Nicolas Cage, actor american
- 1971: Jeremy Renner, actor american
- 1985: Bănel Nicoliță, fotbalist român
- 1985: Lewis Hamilton, pilot britanic de Formula 1
- 1990: Gregor Schlierenzauer, săritor cu schiurile austriac
- 1995: Enric Mas, ciclist spaniol

## Decese
- 1325: Denis al Portugaliei (n. 1261)
- 1355: Inês de Castro, metresă, apoi regină consort Portugaliei (n. 1325)
- 1536: Catherine de Aragon (n. 1485)
- 1655: Papa Inocențiu al X-lea (n. 1574)
- 1830: Charlotte de Spania, soția regelui Ioan al VI-lea al Portugaliei (n. 1775)
- 1890: Augusta de Saxa-Weimar, soția împăratului Wilhelm I al Germaniei (n. 1811)

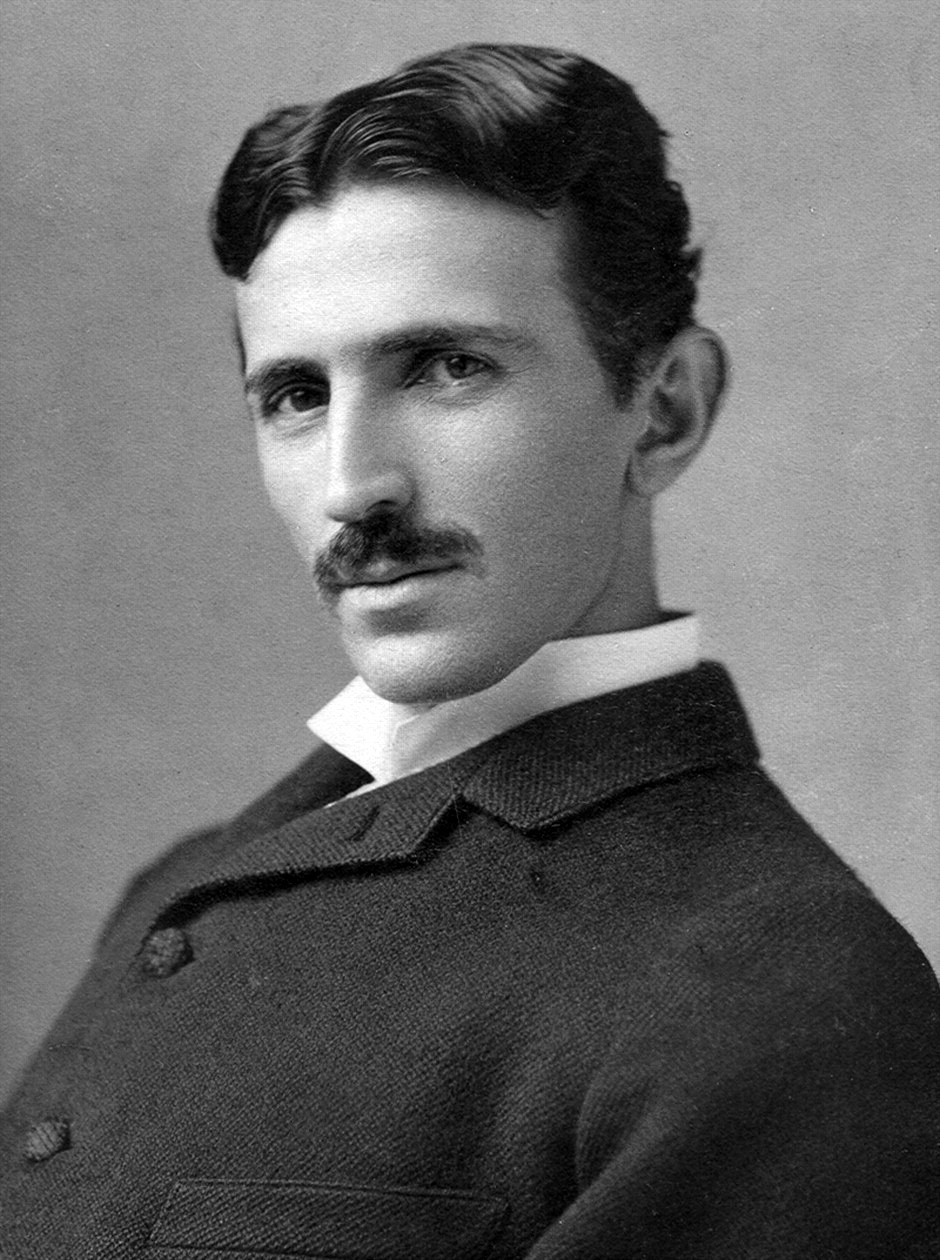
Nikola Tesla, inventator și fizician american de origine sârbă
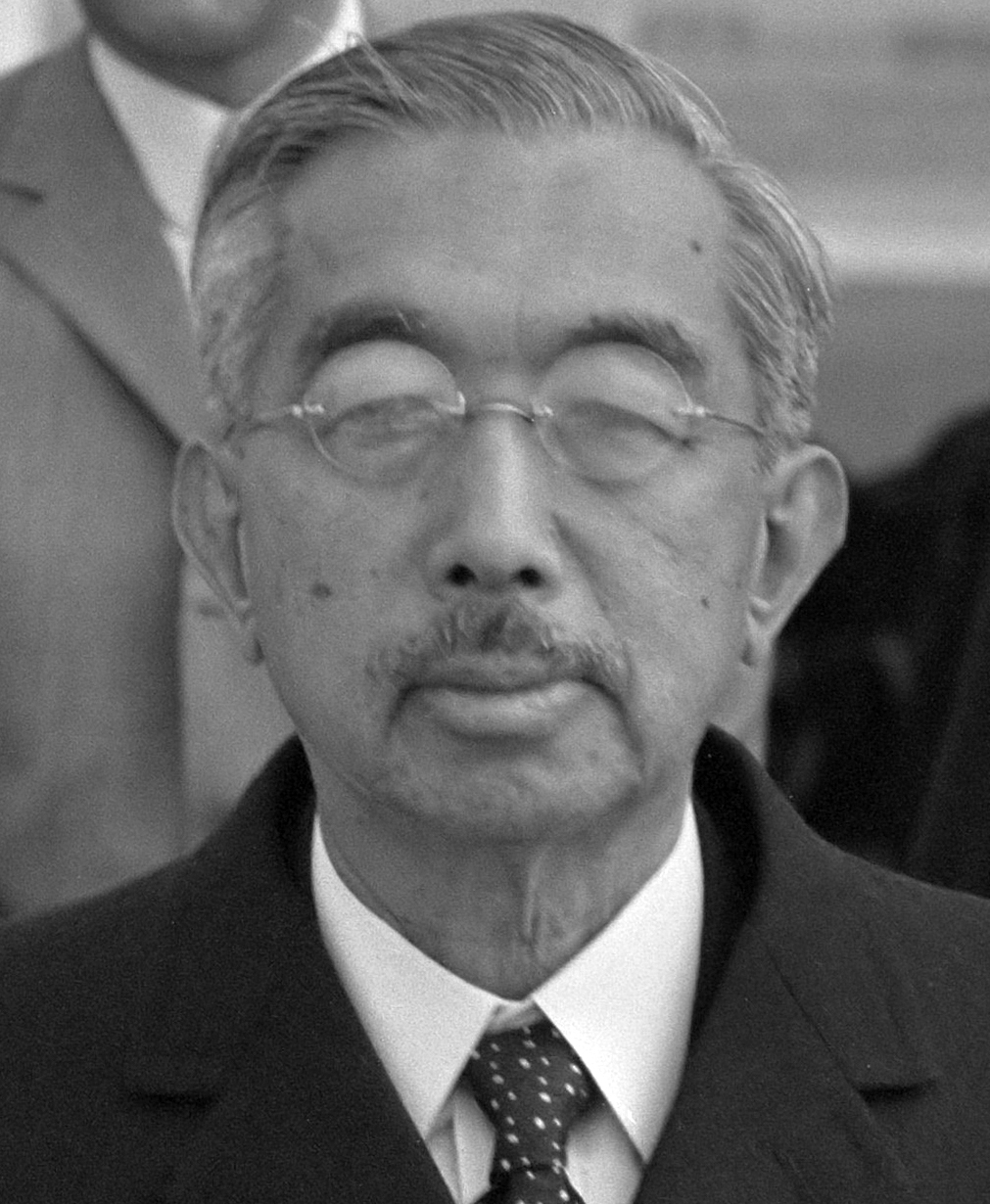
Hirohito, cel de-al 124-lea împarat al Japoniei
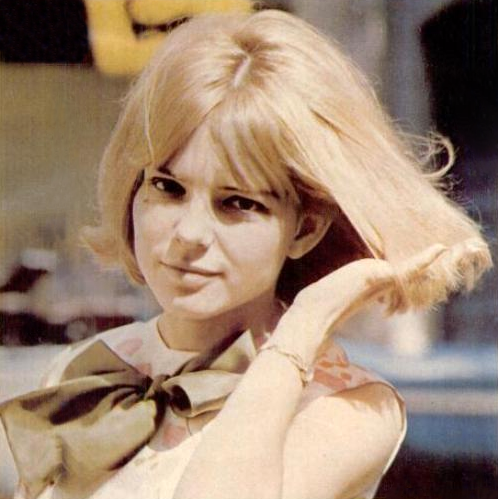
France Gall, cântăreață franceză

- 1943: Nikola Tesla, inventator și fizician american de origine sârbă (n. 1856)
- 1944: Ion Th. Simionescu, geolog și paleontolog român (n. 1873)
- 1951: René Guénon, gânditor tradiționalist francez (n. 1886)
- 1958: Petru Groza, președinte al Prezidiului Marii Adunări Naționale, fondator și președinte al Frontului Plugarilor (n. 1884)
- 1960: Prințul Ferdinand Pius, Duce de Calabria, șeful Casei de Bourbon-Două Sicilii (n. 1869)
- 1984: Costică Acsinte, fotograf român (n. 1897)
- 1984: Alfred Kastler, fizician francez (n. 1902)
- 1988: Trevor Howard, actor de teatru și film englez (n. 1916)
- 1989: Hirohito, cel de-al 124-lea împarat al Japoniei (n. 1901)
- 1993: Sile Dinicu, pianist, dirijor, compozitor și orchestrator de muzică ușoară (n. 1919)
- 1993: Ștefan Baciu, poet, ziarist, eseist, critic de artă din diaspora (n. 1918)
- 1998: Alexandru Elian , savant și dascăl de teologie, academician, profesor doctor (n. 1910)
- 1998: Vladimir Prelog, chimist elvețian, laureat Nobel (n. 1906)
- 2011: Ion Vova, actor și regizor român (n. 1917)
- 2013: Huell Howser, actor american (n. 1945)
- 2013: Epifanie Norocel, episcop român (n. 1932)
- 2014: Emiel Pauwels, atlet belgian (n. 1918)
- 2015: Tadeusz Konwicki, regizor și scriitor polonez (n. 1926)
- 2015: Rod Taylor, actor australian de film (n. 1930)
- 2016: Cristian Moisescu, politician român, primar al orașului Arad (n. 1946)
- 2017: Mário Soares, politician portughez, președinte al Portugaliei (n. 1924)
- 2018: France Gall, cântăreață franceză (n. 1947)
- 2019: Moshe Arens, politician israelian (n. 1925)
- 2020: Neil Peart, muzician și autor canadian, bateristul trupei Rush (n. 1952)
- 2022: Mark Forest, bodybuilder și actor american (n. 1933)
- 2022: Anatoli Kvașnin, general de armată rus, șef al Statului Major al Forțelor Militare Ruse (1997–2004) (n. 1946)
- 2024: Franz Beckenbauer, fotbalist, antrenor, manager german (n. 1945)
- 2025: Jean-Marie Le Pen, politician francez (n. 1928)

## Sărbători
- †) Soborul Sfântului Prooroc Ioan Botezătorul și Înaintemergătorul Domnului (calendar creștin-ortodox)
- Sf. Raimund din Penyafort; Lucian, pr. (calendar romano-catolic)
- Sf. Ioan Botezătorul; Sf. Niceta de Remesiana (calendar greco-catolic)
- Crăciunul pe stil vechi - în Republica Moldova, Ucraina, Rusia și alte țări ortodoxe de stil vechi